# Erdbeben bei Zagreb 1880
Das Erdbeben bei Zagreb 1880 ereignete sich am 9. November 1880 um 7:33 Uhr morgens. Es richtete große Schäden in Zagreb an. Die Stadt, die damals unter ihrem deutschen Namen Agram bekannt war und zu Österreich-Ungarn gehörte, erlebte nach dem Beben einen Modernisierungsschub. Das Erdbeben war auch Impulsgeber für den Beginn einer systematischen Erdbebenforschung.

## Tektonischer Hintergrund
Erdbeben sind aufgrund der Nähe zur Plattengrenze zwischen Eurasischer und Afrikanischer Platte keine Seltenheit in Kroatien. In Zagreb kam es wiederholt zu Erdbebenschäden, so etwa 1830 und gleich zwei Mal im Jahr 1838. Das früheste bekannte Erdbeben in der Region ereignete sich am 26. März 1502, dabei stürzte ein Kirchturm ein. Das Erdbeben vom 9. November 1880 war das bis dahin stärkste dokumentierte Erdbeben in Zagreb.
Das Erdbeben wurde nicht seismographisch aufgezeichnet. Laut Schätzungen in späteren Studien betrug seine Stärke 6,3 auf der Richterskala. Das Epizentrum des Bebens lag nordöstlich der Stadt im Bergland von Zagreb (die oben angegebenen Koordinaten sind als Näherungswerte zu verstehen). Die Herdtiefe betrug wahrscheinlich 12–17 Kilometer. Die Erschütterungen dauerten etwa zehn Sekunden.
In den folgenden Monaten ereigneten sich mehrere Nachbeben, jene am 26. Februar 1881, am 24. März 1881 und am 23. Oktober 1881 richteten weitere Schäden an.

## Opfer und Schäden
Bei dem Erdbeben kamen zwei Menschen ums Leben, 29 wurden schwer und viele weitere leicht verletzt.
Ein großer Teil der Stadt wurde zerstört. Einer Untersuchung des kroatischen Naturwissenschaftlers Josip Torbar zufolge wurden in Zagreb insgesamt 1758 Gebäude beschädigt, also fast jedes zweite damals bestehende Gebäude. Betroffen waren unter anderem die Kathedrale von Zagreb, die St.-Markus-Kirche, die St.-Katharina-Kirche, der Sitz des Erzbischofs und das Universitätsgebäude. Viele Gebäude mussten aus Sicherheitsgründen abgerissen werden. Auch in vielen Orten des Umlands kam es zu Schäden.
Es verbreiteten sich alarmierende Gerüchte, wie etwa dass die Stadt durch einen unterirdischen Vulkan zusammenstürzten werde. Daher flohen nach dem Beben viele Menschen aus der Stadt. Die öffentliche Beleuchtung fiel für einige Zeit aus, Schulen blieben geschlossen, das kommerzielle und kulturelle Leben war reduziert. Auch das waren Gründe, weshalb Schätzungen zufolge jeder fünfte Einwohner die Stadt verließ.

## Städtebaulicher Impuls
Das Erdbeben war eine wichtige Zäsur in der Stadtplanung und Architekturgeschichte von Zagreb. Zum Hauptrestaurateur der sakralen und profanen Bauwerke wurde Hermann Bollé ernannt. Es wurden mehrere hundert Bauarbeiter aus Slowenien und Österreich eingestellt. Speziell die Unterstadt wurde ausgebaut, der Ban-Jelačić-Platz bekam ein neues Erscheinungsbild und wurde ein Handels- und Verkehrsknotenpunkt. Als Ersatz für das schwer beschädigte alte Theater wurde ein neues Theatergebäude errichtet. Bis 1890 wurden etwa 700 neue Gebäude in der Stadt errichtet. Der vorherrschende Stil war der Historismus, speziell die Neorenaissance und Neobarock, bei Bollés Werken auch die Neugotik. Treppen und die Standseilbahn wurden zur Verbindung von Ober- und Unterstadt erbaut und mehrere Parks wurden angelegt. Zahlreiche Städte des In- und Auslands leisteten Unterstützung für die Wiederaufbaubemühungen.
Zagreb hatte im Jahr des Bebens etwa 30.000 Einwohner und erlebte nach seiner Sanierung einen großen Bevölkerungszuwachs, 1890 waren es bereits 39.000 Menschen. In der Folge wurden weitere Schulen gebaut und der Hauptbahnhof errichtet. Das Wassernetz wurde ausgebaut, viele Straßen und Bürgersteige wurden gepflastert und Bäche eingewölbt. Die Stadt erlebte eine wirtschaftliche Blüte.

## Wissenschaftliche Impulse
Das Erdbeben machte deutlich, dass sich auch im für seismisch ruhig gehaltenen Österreich-Ungarn schwere Erdbeben ereignen können. Es wurde eine genau Untersuchung der Naturkatastrophe angeordnet, bei der die Schäden durch mehrere Fotografen dokumentiert wurden. Dem Verständnis dieses Phänomens wurde gesellschaftliche Bedeutung zugemessen und das Erdbeben wurde zum bis dahin am genauesten studierten in der Österreichisch-Ungarischen Monarchie. Eine Vorreiterrolle nahmen dabei die Kroatische Akademie der Wissenschaften und Künste ein. Die Kaiserliche Akademie der Wissenschaften in Wien schickte Franz Wähner zur Untersuchung des Erdbebens, die königlich ungarische Geologische Anstalt in Budapest entsandte Max Hantken von Prudnik, die beide Monografien dazu verfassten. Auch der Geologe Gjuro Pilar schrieb eine Arbeit über das Ereignis.

## Belege
1. ↑  Marijan Herak, Dragutin Skoko, Davorka Herak: Seismology in Croatia. In: gfz.hr, abgerufen am 23. März 2020 (englisch).
2. ↑  Dominik Teskera, Dominik Vadlja, Katarina Gobo, Karmen Fio Firi: Veliki potres u Zagrebu 1880. godine. In: Kroatische Geologische Gesellschaft (Hrsg.): Vijesti. Band 57, Heft 1. Juni 2020, S. 48–50, hier S. 49, (geologija.hr (Memento vom 12. Juni 2021 im Internet Archive), Digitalisat, kroatisch; PDF; 17,2 MB).
3. 1 2 3 4  Vanda Ladović, Nada Premerl: Potres u Zagrebu 1880. godine i izgradnja nakon potresa. In: mgz.hr, abgerufen am 17. Mai 2025 (kroatisch).
4. ↑  Stjepan Milcic: Hermann Bolle – der deutsche Baumeister der kroatischen Hauptstadt Zagreb. In: ard-wien.de, 16. Mai 2015, abgerufen am 23. März 2020.
5. ↑  Deborah R. Coen: Fault Lines and Borderlands: Earthquake Science in Imperial Austria. In: Mitchell Ash, Jan Surman (Hg.): The Nationalization of Scientific Knowledge in the Habsburg Empire, 1848-1918. Palgrave Macmillan, Basingstoke 2012, ISBN 978-1-349-33112-3, S. 157–182, hier 162.
6. ↑  Franz Wähner: Das Erdbeben von Agram am 9. November 1880. In: Sitzungsberichte der Akademie der Wissenschaften mathematisch-naturwissenschaftliche Klasse. 88. Band. Wien 1883, S. 15–28. (zobodat.at [PDF; 1,1 MB; abgerufen am 10. April 2025])
7. ↑  Max Hantken von Prudnik: Das Erdbeben von Agram im Jahre 1880. In: Mittheilungen aus dem Jahrbuche der kön. ungarischen geologischen Anstalt. 6. Band, 3. Heft, 1882, (epa.oszk.hu, Digitalisat, PDF; 28,7 MB).